# Руска Колева
Руска Илиева Ко̀лева е българска хореографка, балетмайстор на Софийската опера.

## Биография
Родена е на 18 януари 1882 г. в Хасково. Започва да преподава гимнастика след завършване на средното си образование. През 1911 г. изучава балет, модерен танц, ритмика и пластика във Франция, а през 1921 – 1923 г. – в Германия и Австрия. Работи като балетмайстор в Софийската опера, в Свободния театър и Българска оперна дружба. Солистка е на основана от нея група за български народни танци и претворява в балетни постановки българския танцов фолклор. Поставя на сцена десетки народни хора и сценични възстановки на обреди и битови сцени – лазаруване, еньовден, гроздобер, жътва.
Почива на 30 юни 1949 г.